# Бишофсвизен
Бишофсвизен (нем. Bischofswiesen) — община  в Германии, в Республике Бавария. 
Подчиняется административному округу Верхняя Бавария. Входит в состав района Берхтесгаденер-Ланд.  Население составляет 7527 человек (на 31 декабря 2010 года). Занимает площадь 34,46 км². Региональный шифр  —  09 1 72 117. Местные регистрационные номера транспортных средств (коды автомобильных номеров) (нем. Kraftfahrzeugkennzeichen) — BGL.

## Население
По оценке на 31 декабря 2015 года население общины составляет 7500 человек.
| Дата      | 1840 | 1871 | 1900 | 1925 | 1939 | 1950 | 1961 | 1970 | 1987 | 2011 |
| --------- | ---- | ---- | ---- | ---- | ---- | ---- | ---- | ---- | ---- | ---- |
| Население | 1340 | 1328 | 1567 | 2074 | 4573 | 6637 | 7166 | 7736 | 7033 | 7386 |

| Год       | 1960 | 1970 | 1980 | 1990 | 2000 | 2009 | 2010 | 2011 | 2012 | 2013 | 2014 | 2015 |
| --------- | ---- | ---- | ---- | ---- | ---- | ---- | ---- | ---- | ---- | ---- | ---- | ---- |
| Население | 7134 | 7773 | 7504 | 7553 | 7243 | 7496 | 7527 | 7439 | 7510 | 7539 | 7520 | 7500 |